# Sklabinský Podzámok
Sklabinský Podzámok este o comună slovacă, aflată în districtul Martin din regiunea Žilina. Localitatea se află la altitudinea de 508 m deasupra n.m., se întinde pe o suprafață de 27,146 km2 și în 2017 număra 194 de locuitori. Se învecinează cu comuna Sklabiňa.

## Istoric
Localitatea Sklabinský Podzámok este atestată documentar din 1258.

## Demografie
| An:                | 1994 | 2004    | 2014   | 2024   |
| ------------------ | ---- | ------- | ------ | ------ |
| Număr de persoane: | 160  | 178     | 190    | 180    |
| Diferență:         |      | +11,25% | +6,74% | −5,26% |

| An:                | 2023 | 2024   |
| ------------------ | ---- | ------ |
| Număr de persoane: | 184  | 180    |
| Diferență:         |      | −2,17% |